# Tatsumaki: Voivod in Japan 2008
A Tatsumaki: Voivod in Japan 2008 a kanadai Voivod együttes koncertvideója, amely 2009 novemberében jelent meg. A koncertfelvétel a Thrash Domination 2008 fesztiválon készült 2008. szeptember 20-án Japánban. Ez volt az első Voivod-kiadvány, amelyen nem szerepelt a 2005-ben elhunyt alapító gitáros, Denis D'Amour (Piggy). A basszusgitáros Jean-Yves Theriault (Blacky) 1991-es kiválása után először játszott a Voivodban.

## Tartalom
Live at Thrash Domination 2008
1. Voivod
2. The Prow
3. The Unknown Knows
4. Ravenous Medicine
5. Overreaction
6. Tribal Convictions
7. Tornado
8. Panorama
9. Nuclear War
10. Nothingface
11. Brain Scan
12. Astronomy Domine

Bónuszok
- Live in Quebec City (2009 július)

1. Panorama
2. Treasure Chase
3. Tornado

- Dave Grohl interjú
- Panorama: Seeking Voivod (francia dokumentumfilm)
- Fotóalbum

## Közreműködők
- Denis Belanger "Snake" – ének
- Michel Langevin "Away" – dobok
- Jean-Yves Theriault "Blacky" – basszusgitár
- Dan Mongrain – gitár